# Tulsa King
Tulsa King är en amerikansk kriminal- och dramaserie vars första säsong hade premiär den 13 november 2022. Första säsongen bestod av nio avsnitt. Serien har förnyats för en andra säsong. Serien är skapad av Justin Haythe som även skrivit seriens manus.

## Handling
Serien kretsar kring gangstern Dwight Manfredi som efter att ha avtjänat ett 25-årigt fängelsestraff sänds iväg till Tulsa i Oklahoma på ett uppdrag. Där samlar ihop en grupp människor för att bygga ett eget kriminellt imperium.

## Rollista i urval
- Sylvester Stallone - Dwight "The General" Manfredi
- Andrea Savage - Stacy Beale
- Martin Starr - Lawrence "Bodhi" Geigerman
- Jay Will - Tyson Mitchell
- Max Casella - Armand "Manny" Truisi
- Domenick Lombardozzi - Don Charles "Chickie" Invernizzi
- Vincent Piazza - Vince Antonacci
- A.C. Peterson - Pete "The Rock" Invernizzi
- Garrett Hedlund - Mitch Keller
- Dana Delany - Margaret Devereaux
- Annabella Sciorra - Joanne Manfredi
- Ritchie Coster - Caolan Waltrip
- Ronnie Gene Blevins - Ben Hutchins
- Barry Corbin - Babe
- Michael Beach - Mark Mitchell
- Scarlet Rose Stallone - Spencer
- Neal McDonough - Cal Thresher
- Frank Grillo - Bill Bevilaqua
- Chris Caldovino - Dennis "Goodie" Carangi
- Alan Autry - Brian Gillen